# Джонсон, Брэдли Тайлер
Брэдли Тайлер Джонсон (англ. Bradley Tyler Johnson, 29 сентября 1829 — 5 октября 1903) — американский политик и военный, участник гражданской войны, в ходе которой командовал 1-м Мэрилендским пехотным полком. Он был одним из самых активных сецессионистов Мэриленда, и приложил много усилий для формирования мэрилендских подразделений в армии Конфедерации. Так же известен работами по истории Мэриленда и биографией Джорджа Вашингтона.

## Ранние годы
Джонсон родился в мэрилендском Фредерике, в семье Чарльза Уортингтона Джонсона и Элеонор Мардок Тайлер. Он окончил Принстонский университет в 1849 году, затем обучался в Гарварде, и в 1851 году был допущен к юридической практике. 23 июня 1851 года Джонсон женился на Джейн Клаудии Сандерс из Северной Каролины, дочери крупного политика и посла США в Испании. 14 февраля 1856 года родился их сын Брэдли Сандерс Джонсон.
В 1860 году Джонсон был делегатом Национального Демократического Конвента в Балтиморе.

## Работы
- Reports of Chase's Decisions on the Fourth Circuit (1875)
- Memoir of Joseph E. Johnston (1891)
- Foundation of Maryland and the Maryland Act Concerning Religion (1883)
- Life of General Washington, in "Great Commanders Series" (1894)
- Maryland in Confederate Military History (Atlanta, 1899)